# Франсес Тијафо
Франсес Тијафо (енгл. Frances Tiafoe; 20. јануар 1998, Хајатсвил, САД) је амерички тенисер. Најбољи пласман на АТП листи у појединачној конкуренцији остварио је 10. октобра 2022. када је заузимао 17. место. У каријери је освојио три АТП титуле у појединачној конкуренцији.
На гренд слем турнирима је стигао до полуфинала Отвореног првенства САД-а 2022. године, када је на том путу у осмини финала победио Рафаела Надала.

## АТП финала

### Појединачно: 7 (3:4)
| Легенда                        |
| ------------------------------ |
| Гренд слем турнири (0:0)       |
| Завршно првенство сезоне (0:0) |
| АТП мастерс 1000 (0:0)         |
| АТП 500 (0:2)                  |
| АТП 250 (3:2)                  |

| Финала по подлози |
| ----------------- |
| Тврда (1:2)       |
| Шљака (1:2)       |
| Трава (1:0)       |

| Финала по локацији |
| ------------------ |
| Отворено (3:3)     |
| Дворана (0:1)      |

| Исход     | Бр. | Датум             | Турнир            | Подлога   | Противник            | Резултат                 |
| --------- | --- | ----------------- | ----------------- | --------- | -------------------- | ------------------------ |
| Победник  | 1.  | 25. фебруар 2018. | Делреј Бич, САД   | Тврда     | Петер Гојовчик       | 6:1, 6:4                 |
| Финалиста | 1.  | 6. мај 2018.      | Есторил, Португал | Шљака     | Жоао Соза            | 4:6, 4:6                 |
| Финалиста | 2.  | 31. октобар 2021. | Беч, Аустрија     | Тврда (д) | Александар Зверев    | 5:7, 4:6                 |
| Финалиста | 3.  | 1. мај 2022.      | Есторил, Португал | Шљака     | Себастијан Баез      | 3:6, 2:6                 |
| Финалиста | 4.  | 9. октобар 2022.  | Токио, Јапан      | Тврда     | Тејлор Фриц          | 6:7(3:7), 6:7(2:7)       |
| Победник  | 2.  | 10. април 2023.   | Хјустон, САД      | Шљака     | Томас Мартин Ечевери | 7:6(7:1), 7:6(8:6)       |
| Победник  | 3.  | 18. јун 2023.     | Штутгарт, Немачка | Трава     | Јан-Ленард Штруф     | 4:6, 7:6(7:1), 7:6(10:8) |

### Парови: 1 (0:1)
| Легенда                        |
| ------------------------------ |
| Гренд слем турнири (0:0)       |
| Завршно првенство сезоне (0:0) |
| АТП мастерс 1000 (0:0)         |
| АТП 500 (0:0)                  |
| АТП 250 (0:1)                  |

| Финала по подлози |
| ----------------- |
| Тврда (0:0)       |
| Шљака (0:1)       |
| Трава (0:0)       |

| Финала по локацији |
| ------------------ |
| Отворено (0:1)     |
| Дворана (0:0)      |

| Исход     | Бр. | Година          | Турнир       | Подлога | Партнер      | Противници                   | Резултат         |
| --------- | --- | --------------- | ------------ | ------- | ------------ | ---------------------------- | ---------------- |
| Финалиста | 1.  | 17. април 2017. | Хјустон, САД | Шљака   | Дастин Браун | Хулио Пералта Орасио Зебаљос | 6:4, 5:7, [6:10] |